# Gaillardia aestivalis
Gaillardia aestivalis là một loài thực vật có hoa trong họ Cúc. Loài này được (Walter) H.Rock mô tả khoa học đầu tiên năm 1956.